# Capitalismo púrpura

A venda de t-shirts com slogans feministas é criticada porque a maioria da produção têxtil a nível mundial é realizada por mulheres de países do sul global em condições de exploração trabalhista.

O capitalismo púrpura,  lilás, roxo ou capitalismo feminista é um termo utilizado para designar, através de uma perspectiva crítica, a incorporação de discursos da vertente liberal do movimento feminista ao capitalismo e à economia de mercado.
As críticas se baseiam, por um lado, em que a integração das mulheres no mercado de trabalho não significou uma mudança do modelo socioeconômico para um mais horizontal e igualitario, no qual persistem disparidades salariais e o trabalho de cuidados não foi distribuído e continua a ser assumido maioritariamente por mulheres.
Por outro lado, questiona-se também como o feminismo se instrumentaliza para vender produtos (como roupas ou música), perdendo seu sentido políticomoda para se tornar apenas numa moda que não questiona como esses produtos foram produzidos e que exclui à maioria da população do planeta.